# Ferenc Szilágyi
Ferenc Szilágyi  (nació el 1 de febrero de 1895 en Budapest, murió  el 1 de diciembre de 1967 en Borås) fue un escritor en esperanto. Aunque de origen húngaro, vivió durante gran parte de su vida en Suecia.
Fue redactor de la importante revista "Norda Prismo" (Prisma norteño). Obras principales: La granda aventuro ("La gran aventura", libro de relatos), Koko krias jam! ("¡Ya canta el gallo!", libro de relatos), Mistero minora ("Misterio menor", novela).
Escribió también una gramática de esperanto y participó en la elaboración de la "Enciclopedia de esperanto" (1934). Tradujo al esperanto obras escritas en húngaro y en sueco.
Uno de los relatos de "La gran aventura", "La liberación del juez" fue publicado en español a finales del 2009, y se convirtió en uno de los primeros textos traducidos desde el esperanto por una editorial comercial.